# Odoo
Odoo（先前曾名為OpenERP，更早之前則為TinyERP），是一套企業資源規劃（ERP）及客戶關係管理（CRM）系统。以Python语言开发，数据库采用开源的PostgreSQL，社区版以GNU GPL开源协议发布。
系统提供较灵活的模块架构，常用模块包括：采购管理、销售管理、库存管理、财务管理、货品管理、营销管理、客户关系管理、生产管理、人事管理及服务支持等等。用户可以直接从模块库中选择安装适用模块，或进行模块卸载、升级的管理操作。
客户端用户界面是基于GTK的，同时支持Linux和Windows平台。目前还有开发中的基于TurboGears的eTiny Web客户端。

## Odoo S.A.
Odoo S.A.是Odoo 业资源规划（ERP）及客户关系管理（CRM）系统开发商。

### 融资历史

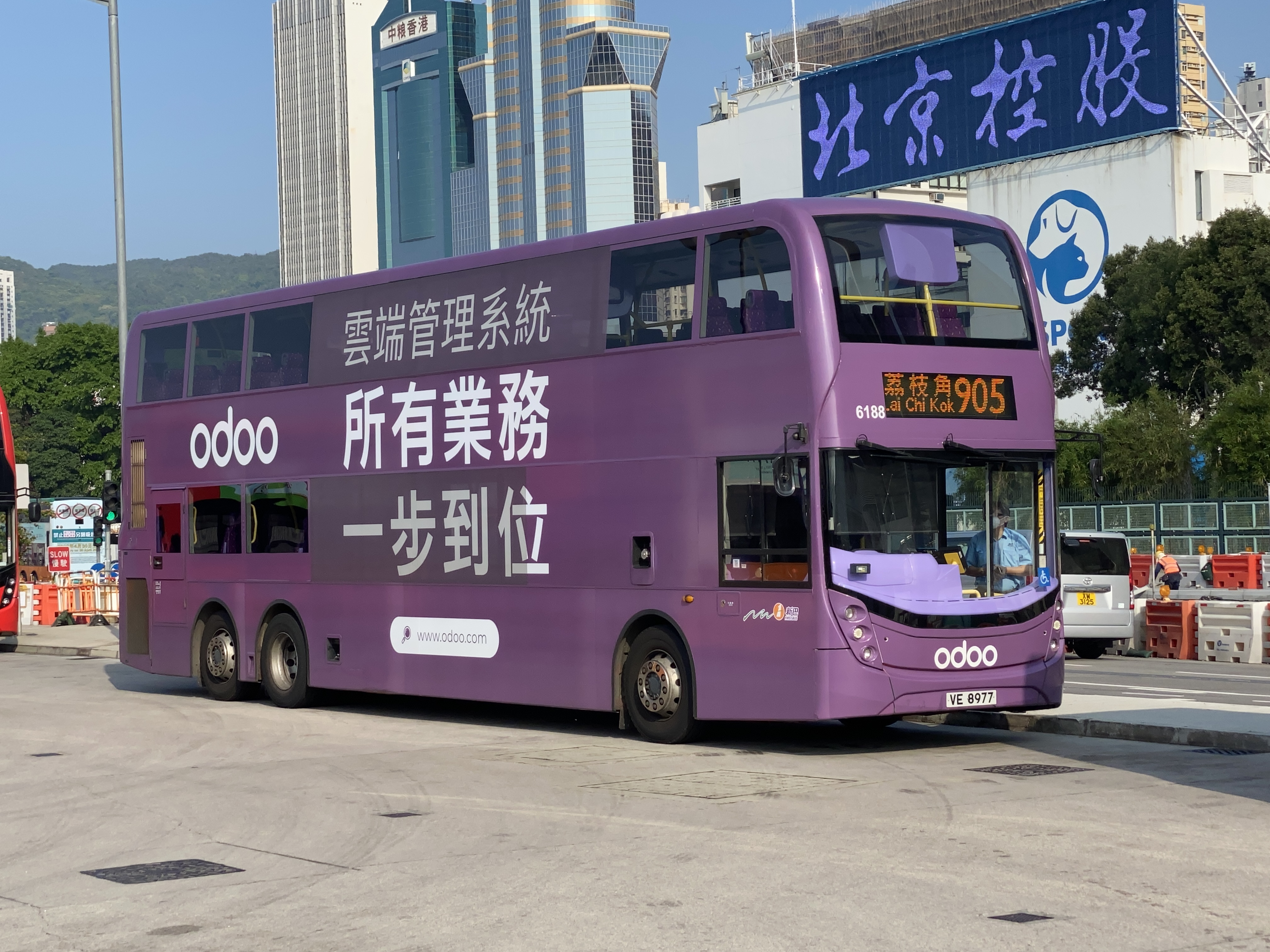

- 2010年2月，Odoo SA完成 Sofinnova Partners 独家参与的300万欧元A轮融资。[1]
- 2014年5月，Odoo SA完成 Sofinnova Partners 领投，XAnge和S.R.I.W.跟投的1000万欧元B轮融资。[1]
- 2019年12月，Odoo SA通过二级市场从 Summit Partners、S.R.I.W.和Meusinvest (Noshaq)募集了9000万美元资金。[1]
- 2021年7月，Odoo SA 获得 Summit Partners 2.15亿美金独家私募股权投资。[1]

## 外部連結
- Official Website after rebranding to Open ERP
- 社群網站
- 論壇
- Collaborative development platform
- OpenERP中文支持网站（页面存档备份，存于）
- OpenERP中文论坛（页面存档备份，存于）
- OpenERP正式业务伙伴和培训中心（页面存档备份，存于）
- 文檔（页面存档备份，存于）

1. 1 2 3 4  . 美股之家. 2021-08-06  [2021-08-07]. （原始内容存档于2021-08-13）.